# Єжево (Зґерський повіт)
Єжево (пол. Jeżewo) — село в Польщі, у гміні Зґеж Зґерського повіту Лодзинського воєводства.